# Xetra Funds
Xetra Funds es un segmento de mercado de la Deutsche Börse especializado en fondos negociados en bolsa. Incluye tanto fondos cotizados de gestión pasiva que replican el comportamiento de un índice determinado (fondos índice), así como fondos gestionados activamente (Xetra Active Funds) que buscan batir a su índice de referencia. 
El proceso está respaldado por Designated Sponsors, corredores de bolsa que participan activamente en el sistema de comercio XETRA y aseguran la liquidez necesaria para el comercio continuo.